# Piperaceae
Piperaceae, или фамилија бибера, је назив фамилије скривеносеменица из истоименог реда (Piperales). Статус фамилије присутан је у већини класификационих схема скривеносеменица. Фамилија обухвата пет или десет родова пантропског распрострањења. Најпознатији родови су Peperomia (пеперомија) and Piper (бибер).
Биљке ове фамилије се карактеришу најчешће зељастим стаблом, унутар кога се налазе одвојени проводни снопићи, меканим и/или меснатим листовима са срцастом основом, као и ситним цветовима без перијанта сакупљеним у класове.

## Списак родова[4]
-{Arctottonia Trel.
Macropiper Miq.
Manekia Trel. 
Peperomia Ruiz & Pav.
Piper L. 
Pothomorphe Miq.
Sarcorhachis Trel.
Trianaeopiper Trel.
Verhuellia Miq.
Zippelia Blume}-
Родови Arctottonia, Macropiper, Pothomorphe, Sarcorhachis и Trianaeopiper се у појединим ревизијама фамилије сматрају подродовима осталих родова, најчешће рода Piper. 